# Финальная музыка
Финальная музыка (нем. Finalmusik) — оркестровая сюита, разновидность серенады, получившая распространение в XVIII веке в австрийском Зальцбурге. Музыка обычно заказывалась придворным композиторам Зальцбургского архиепископства и исполнялась в один из летних вечеров. Происхождение данных произведений связывают с традицией проведения торжеств в честь окончания учебного года (семестра) студентами Зальцбургского бенедиктинского университета, с целью почтить любимого преподавателя, архиепископа. В XVIII веке Finalmusik часто смешивалась с серенадами, кассациями и другими близкими по характеру ансамблево-сюитными циклами. Сочинения в этом жанре писали композиторы, связанные с Зальцбургом.
Практика исполнения музыкальных произведений, известных под местным названием Finalmusik (буквально — финальная музыка) укоренилась в Зальцбурге с середины 1740-х годов: чаще всего это происходило в конце летнего семестра. Музыка предназначалась и заказывалась студентами для любимого профессора, архиепископа. Обычно торжества проводились слушателями «логики» и «физики», которые успешно закончили первый академический курс — философский. Музыка часто заказывалась придворным зальцбургским композиторам, а для её исполнения как правило приглашались местные музыканты. В музыкальном отношении это были ансамблевые сюиты серенадного типа, исполняемые на открытом воздухе. Заказанные по таким случаям произведения звучали в один из летних вечеров, во время торжеств. Так, чаще всего подобные празднества имели место в начале августа: они начинались у замка Мирабель, где находилась летняя резиденция архиепископа, после чего участники перемещались на площадь Коллегии, где проживал профессорский состав бенедиктинского университета. Образцы в этом жанре оставили такие композиторы, жившие и работавший в Зальцбурге, как: Михаэль Иоганн Гайдн, Вольфганг Амадей Моцарт (первые известные опусы с лета 1769 года), Йозеф Хафенедер (Joseph Hafeneder). 
Кроме названия finalmusik, в отношении подобных произведений реже могли применяться различные вариации: final music, musica finalis, final Musique и т. д. В связи с тем, что многие музыкально-развлекательные жанры ещё не дифференцировались, «финальная музыка» зачастую смешивалась с серенадами, кассациями и другими ансамблево-сюитными циклами, которые в то время являлись синонимичными и взаимозаменяемыми. Так, в переписке Моцарта некоторые его опусы назывались терминологическими вариациями «финальной музыки», хотя относились к другим жанрам, например кассациям. По мнению российского музыковеда Александры Шакирьяновой, произведения в данном жанре являются свидетельством того, что местные музыкальные традиции могли распространяться на более широкое понятие. Так, со временем под термином стали понимать музыку: «для завершения академии или каких-либо торжеств, а также увеселительного концерта». В этом отношении она приводит характеристику Генриха Кристофа Коха о том, что исполнением Finalmusik мог заканчиваться концерт на открытом воздухе. По наблюдению Шакирьяновой, особенности практики создания и исполнения финальной музыки позволяют восстановить характер репертуара Зальцбурга в XVIII веке:  
Марш часто сохранялся в отдельной рукописи, поскольку, видимо, был выучен, и его партии нужны были только для репетиции. Музыканты шли процессией под марш, затем, останавливаясь в определённых местах, исполняли Finalmusik в каждом из них (музицирование могло длиться от 40 минут до часа).
По мнению исследователей, дошедшие образцы в данном жанре представляют собой серенадные циклы в виде 8—10 частей. Ансамбли состояли чаще всего из струнных, различных духовых и реже ударных инструментов. В связи с практикой исполнения эти сиюты и вступительные марши имеют неидентичный инструментальный состав, так как в последних не представлены контрабасы и виолончели. Видимо это вызвано тем, что марши писались для инструментов, которые позволяли играть в движении, а более громоздкие виолончели и контрабасы появлялись несколько позже — в первом Allegro.